# 張今第
張今第，字聯甲，山東夏津人。清朝政治人物。

## 生平
張今第為道光十四年（1834年）甲午科舉人，道光二十七年（1847年）丁未科三甲第五十名進士。任河南襄城知縣，加同知（副知府）銜。